# Storia di Danzica

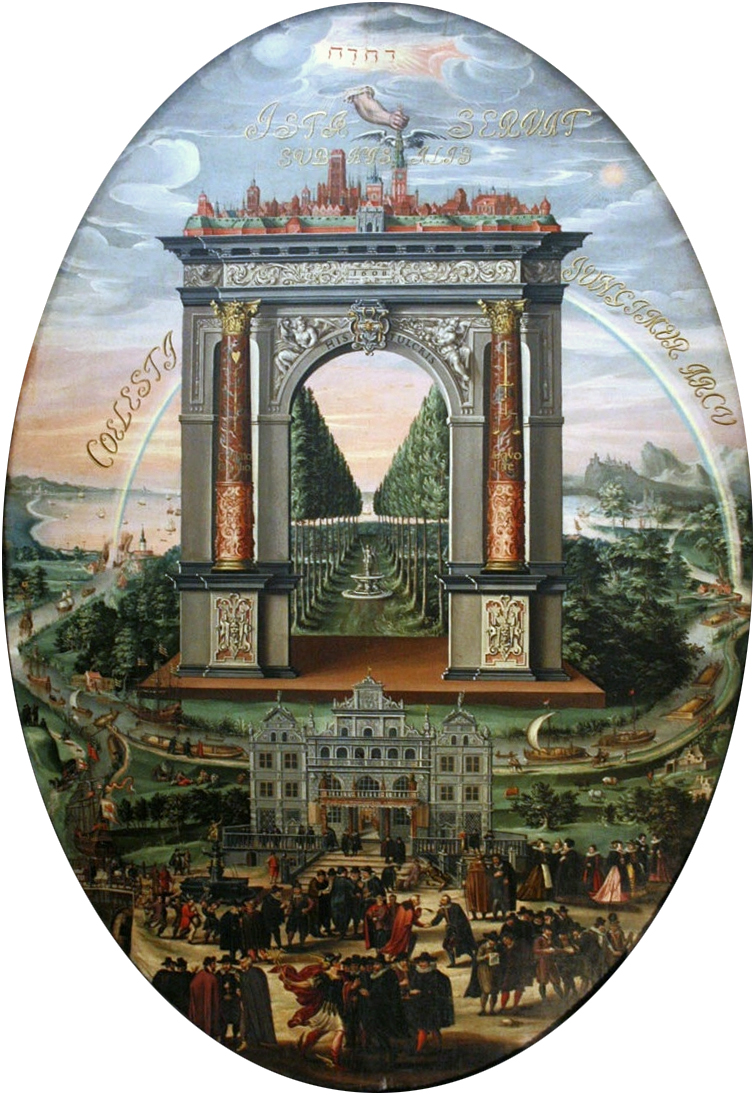
Apoteosi di Danzica di Izaak van den Blocke.
La storia di Danzica è millenaria e ricca di avvenimenti.
Il commercio lungo la Vistola di merci provenienti dalla Confederazione polacco-lituana (in particolare grano), è stata la principale fonte di prosperità della città nella sua Età dell'oro.

## Albori
Prima della fondazione di Danzica, le vicinanze erano abitate da popolazioni appartenenti alle varie culture archeologiche dell'Età della Pietra, Età del Bronzo ed Età del Ferro. Insediamenti esistettero nell'area per diversi secoli prima della nascita di Cristo. La costa veniva chiamata Gothiscandza da Giordane; Tacito ne fece riferimento nel suo Germania. Entrambi gli storici ritenevano che l'area fosse popolata.
È noto che i Casciubi migrarono nell'area, ma è sicuro che si insediarono nelle zone vicine della Pomerania con il movimento generale delle popolazioni slave, dalle paludi del Pryp"jat', verso nord e ovest, dopo il 600. Ci sono tracce di un insediamento di artigiani e pescatori dell'VIII e IX secolo, mentre è del X secolo un importante caposaldo dei duchi di Pomerania, con almeno 1.000 abitanti.

## Fondazione della città
Anche se c'erano già delle strutture in legno, l'anno 997 è stato, di recente, considerato la data di fondazione della città, come anno in cui Sant'Adalberto da Praga (inviato dal re polacco Boleslao il Grande a conquistare la Prussia) viaggiò fino al Castello di Gdańsk (Gyddanyzc): nel 1997 la Polonia ha celebrato il millennio della fondazione di Danzica da parte di Miecislao I di Polonia, duca del territorio che in seguito si sarebbe chiamato Polonia, che venne accolto per competere con i porti di Stettino e Wolin sul fiume Oder.
Miecislao I di Polonia e il figlio ricevettero la terra in pegno e il titolo ducale dagli imperatori Ottoniani nel 1000; Danzica apparteneva al territorio in seguito chiamato Pomerania e al vescovado di Kołobrzeg (mai effettivamente in carica), e a partire dal 1015 circa al vescovado pomeraniano di Kruszwica; nel 1124 la città venne assegnata alla diocesi di Włocławek (Cuiavia-Pomerania), mentre diverse crociate vennero ordinate dai papi per evangelizzare le pagane Prussia e Pomerania, che per secoli si difesero dai tentativi di conquista da parte delle altre tribù polacche.
Le varianti del nome della città, presenti nei documenti, dal medioevo all'inizio dell'era moderna sono: Gyddanzyc, Kdansk, Gdanzc, Dantzk, Dantzk, Dantzig, Dantzigk, Dantiscum e Gedanum.

## Capitale del Ducato di Pomerelia (1138 - 1294/1308)

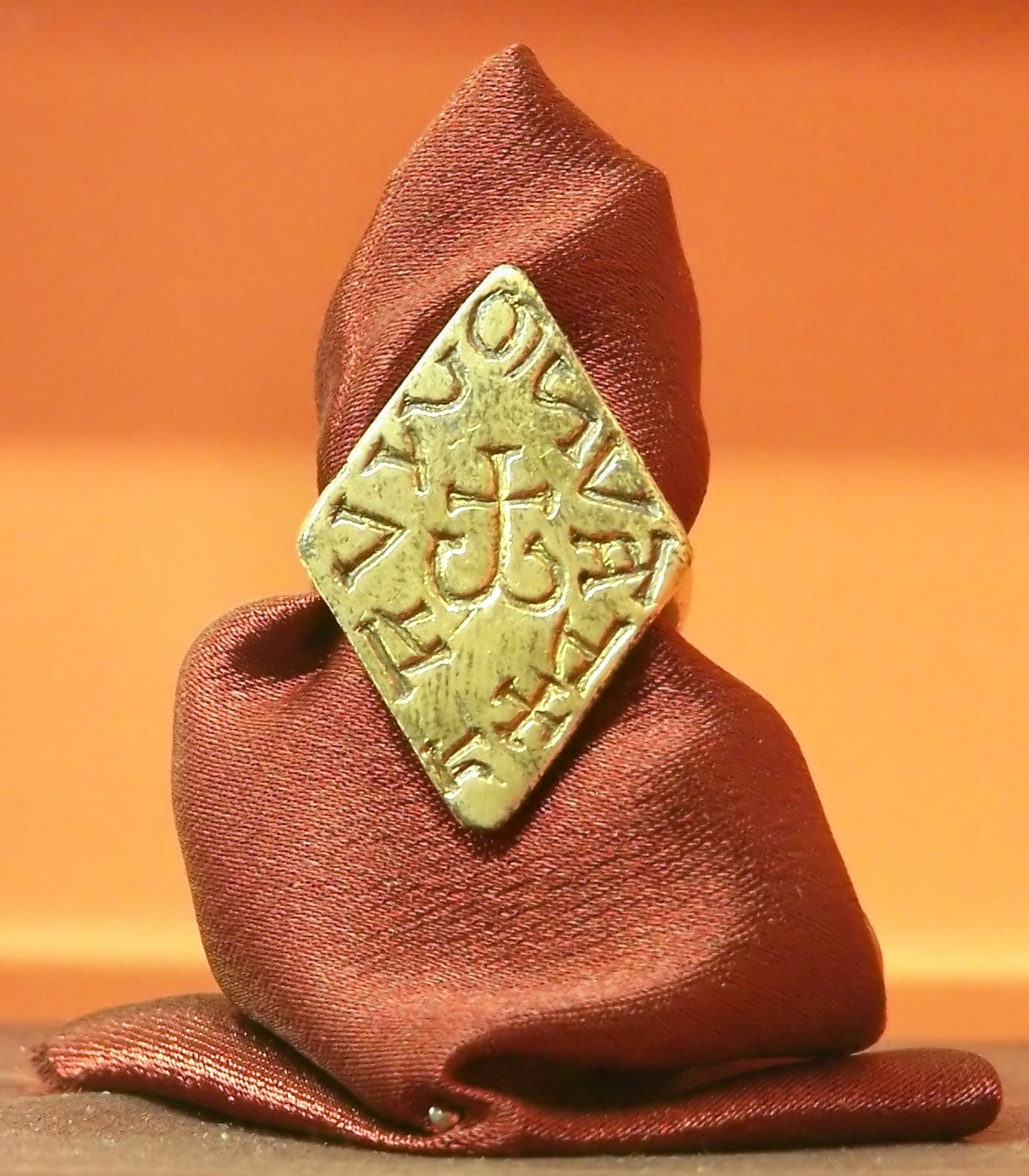
Anello sigillare del duca Swantipolk (Świętopełk) II il Grande

Nel XII secolo, la Polonia venne divisa in diverse province sotto la supremazia dell'Alto Duca di Cracovia. In realtà il Ducato di Pomerelia stava riacquistando sempre più indipendenza. Danzica divenne la roccaforte di un'intera dinastia di duchi di Pomerelia, i più famosi dei quali furono Mestwin I (1207–1220) Świętopełk II (1215–1266) e Mestwin II (1271–1294).
Intorno al 1235 Danzica contava qualcosa come 2.000 abitanti. Su garanzia di Świętopełk II il Grande alla città venne concesso il Diritto di Lubecca. In seguito sempre più mercanti dalle città di Lubecca e Brema, della Lega Anseatica, s'insediarono nella città. Ufficialmente riconosciuta come città nel 1224 e battezzata con il nome Gdańsk, crebbe fino a diventare uno dei porti più importanti per il commercio e la pesca, lungo la costa del Mar Baltico.
Nel 1282/1294 Mestwin II, l'ultimo duca della Pomerelia, cedette tutte le sue terre, inclusa Danzica, al granduca (in seguito re) Przemysł II. Il titolo ufficiale di Przemysł II divenne dux Polonie et Pomoranie. Dopo il suo assassinio nel 1296, la città venne temporaneamente governata dai re di Boemia e Polonia, Venceslao II e suo figlio Venceslao III.

## Dominazione Teutonica (1308-1454)

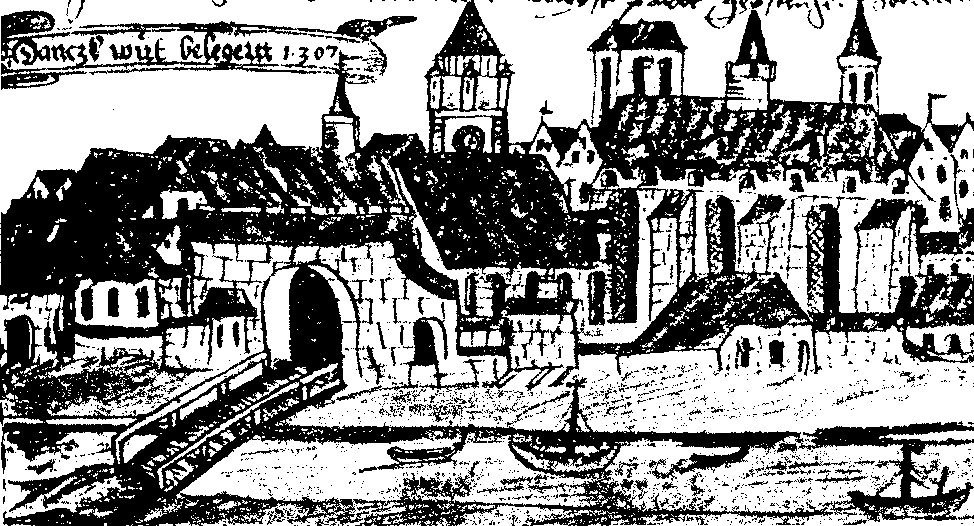
Illustrazione delle mura cittadine

All'inizio del XIV secolo, la regione venne trascinata in una guerra che coinvolgeva il Regno di Polonia e il Margraviato del Brandeburgo. Le rivendicazioni del Margraviato su Danzica e la Pomerania si basavano su un trattato dell'8 agosto 1305, tra il margravio del Brandeburgo e Venceslao III, che prometteva il territorio di Meißen alla corona boema, in cambio di Danzica e Pomerania (il contratto non era stato fatto).
Durante il corso della guerra, Danzica venne assediata nel novembre 1308 dai Cavalieri Teutonici, chiamati da Ladislao I di Polonia. I Cavalieri espulsero i brandeburghesi alla fine del 1308, ma non restituirono la città ai polacchi. Tutti gli abitanti della città vennero brutalmente massacrati (Il massacro viene contestato da alcuni, ma cionondimeno ci fu una stagnazione e anche un arretramento nello sviluppo di Danzica, che potrebbe confermarlo). L'Ordine Teutonico continuò l'invasione delle terre polacche, incorporandole nei propri domini. Nel settembre 1309, il margravio Valdemaro di Brandeburgo vendette le sue pretese sul territorio all'Ordine Teutonico per 10 000 marchi. Fu allora che la città venne chiamata per la prima volta con il suo nome tedesco "Danzig". Questo fu l'inizio di una serie di conflitti tra la Polonia e l'Ordine Teutonico.

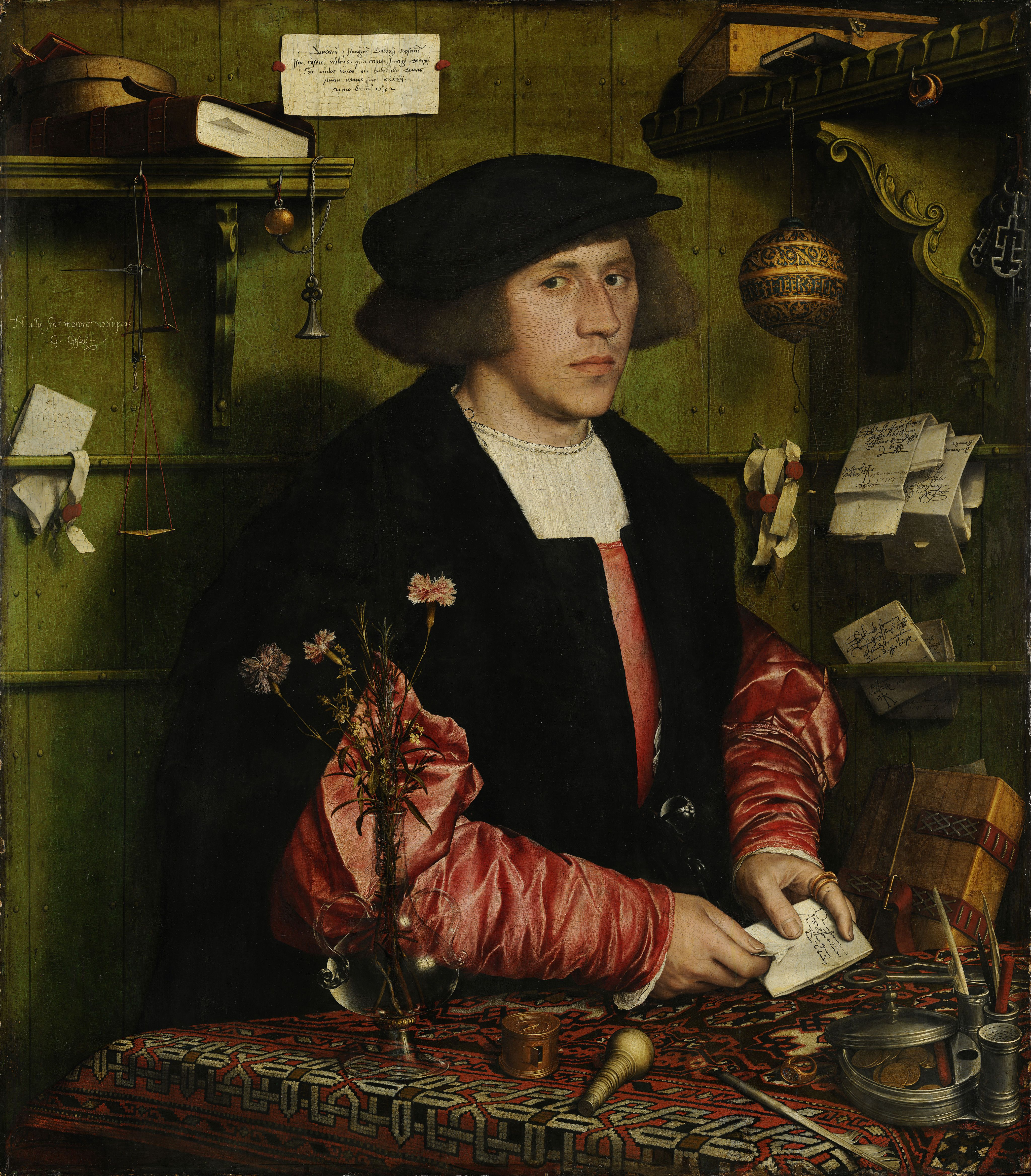
Il mercante di Danzica Georg Gisze, dipinto di Hans Holbein il Giovane

Il possesso di Danzica da parte dell'Ordine Teutonico venne contestato per tutto il tempo dai sovrani polacchi Ladislao I e Casimiro il Grande, il che portò a una serie di guerre sanguinose e azioni legali alla corte papale nel 1320 e 1333. Finalmente nel 1343 venne conclusa la pace con il Trattato di Kalisz, quando i Cavalieri Teutonici accettarono di controllare la Pomerania di Danzica, come concessione o dono dei sovrani polacchi, e riconobbero anche la sovranità feudale della Polonia. I diritti polacchi sulla Pomerania non vennero mai più contestati e i sovrani polacchi conservarono il titolo di "duca di Pomerania", ma l'Ordine mantenne un ferreo controllo sulla città.
Sotto la dominazione teutonica lo sviluppo della città inizialmente lento, ebbe una forte crescita grazie alla prosperità economica in Prussia e in Polonia, la quale stimolò i traffici lungo la Vistola. La città divenne un membro a tutti gli effetti della Lega Anseatica nel 1361, ma i suoi mercanti rimasero risentiti per le barriere al commercio lungo la Vistola e verso la Polonia, unitamente alla mancanza di diritti politici in uno Stato governato nell'interesse dei monaci-guerrieri religiosamente motivati dall'Ordine. In seguito i Cavalieri dovettero accettare il fatto che Danzica difendesse la sua indipendenza e fosse il più grande porto della regione, dopo aver sorpassato in importanza Elbląg, un'altra città prussiana e membro della Lega Anseatica.
Nel 1410, durante la battaglia di Grunwald, il consiglio della città riconobbe il re polacco, Ladislao II come suo sovrano. Dopo la fine della guerra, conclusa con la Pace di Toruń nel 1411, Ladislao II rinunciò alla città restituendola all'Ordine Teutonico. Successivamente la popolazione della città fu repressa dai Cavalieri teutonici come punizione per il sostegno al re polacco.
Inizialmente i Cavalieri cercarono di ridurre l'importanza economica di Danzica, abolendo il governo locale e i privilegi dei mercanti di Lubecca. Ciò apparentemente si lega al fatto che il consiglio cittadino di Danzica venne rimosso nel 1411 e i suoi membri decapitati.

## Nel Regno di Polonia (1454-1793)

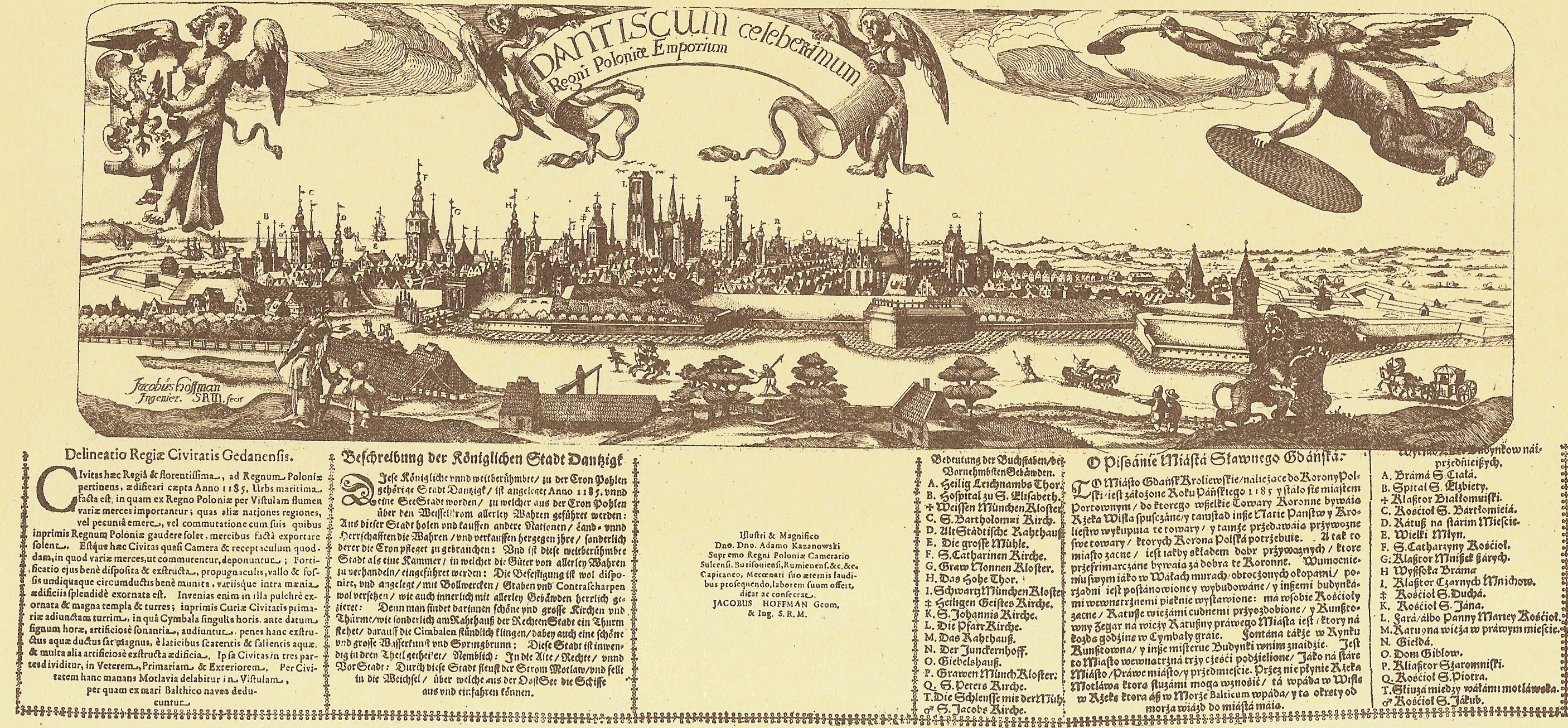
Illustrazione di Danzica nel 1635 (J.Hoffman)

Nel 1440, Danzica si unì alle città Anseatiche di Elbing e Thorn per formare la Confederazione Prussiana, che venne appoggiata da Casimiro IV di Polonia nella sua ribellione (febbraio 1454) contro il governo dell'Ordine teutonico. La risultante "Guerra delle Città" o Guerra dei tredici anni finì con la sconfitta dell'Ordine e la sua resa alla corona polacca (Secondo Trattato di Tpruń), ottobre 1466, che comportò tra l'altro la perdita dei diritti su Danzica, Pomerania e il resto dell'area, successivamente conosciuta come Prussia Reale o "Polacca".
Il XV e XVI secolo portarono cambiamenti all'eredità culturale della città. Questi cambiamenti si possono vedere nelle arti, nel linguaggio e nei contributi al mondo scientifico. Nel 1473, un vascello comandato dal capitano Paul Beneke portò in città la pala d'altare intitolata: Giudizio Universale (Jüngste Gericht), dell'artista Hans Memling. Attorno al 1480–1490, vennero installate nella Chiesa di Santa Maria (Marienkirche) delle tavolette che ritraevano i dieci comandamenti in basso tedesco.

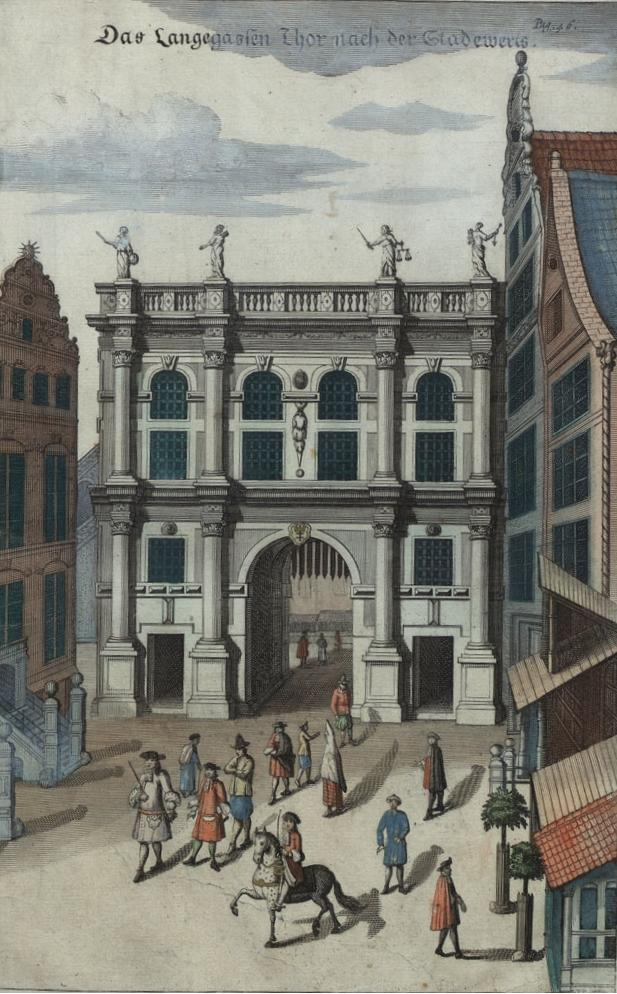
Porta d'Oro nel 1687

Nel 1520 vennero stampate le dottrine luterane, nel 1522 si è svolta la prima liturgia luterana e la Riforma protestante fu subito sostenuta dalla maggioranza della popolazione locale.
Georg Joachim Rheticus visitò il sindaco di Danzica nel 1539, mentre stava lavorando con Niccolò Copernico nella vicina Frombork. Il sindaco diede a Rheticus assistenza finanziaria per la pubblicazione della Narratio Prima, che venne pubblicata in città dallo stampatore Rhode nel 1540 ed è a tutt'oggi considerata la migliore introduzione alla teoria copernicana. Mentre era a Danzica, Rheticus, che era anche un cartografo e fabbricante di strumenti di navigazione, intervistava i piloti sulle loro necessità di navigazione. Presentò la Tabula chorographica auff Preusse al duca Alberto I di Prussia nel 1541.
Nel 1566, il linguaggio ufficiale delle istituzioni di governo della città venne cambiato dal basso tedesco usato nelle città anseatiche all'alto tedesco.
La città lottò per restare un membro indipendente della Lega Anseatica, durante tutto il XVI secolo, contro una serie di pressioni (si veda Alberto IV Giese, un membro del consiglio e di una storica famiglia patrizia di Danzica, per i dettagli).
Lo stampatore locale Andreas Hünefeld(t) (Hunsfeldus) (1606–1652) stampò una versione di Danzica dei manifesti Rosacroce. In seguito, pubblicò i poemi di Martin Opitz. Il famoso poeta era morto nel 1639 e un suo amico, il Pastore di Danzica conosciuto come Bartholomaeus Nigrinus, assieme a due associati, editò i poemi di Opitz per la casa di stampa di Hünefeld.
Durante la rivolta di Danzica, la città venne assediata nel 1577 per circa sei mesi dalle forze del re Stefano I Báthory. Il conflitto ebbe inizio quando la città di Danzica non riconobbe l'elezione di Stefano I al trono polacco, sostenendo invece Massimiliano II d'Asburgo. Dopo una battaglia in campo, l'esercito di Danzica composto da numerosi mercenari, venne sconfitto dalle truppe di Stefano I, ma questi, non essendo in grado di conquistare la città, dovette riconfermare lo status speciale della città concesso dai precedenti monarchi, oltre ai numerosi privilegi. In cambio la città di Danzica pagò la somma di 200.000 złoty alla corte reale.
Nel 1606 venne fondata la distilleria Der Lachs (il Salmone), che produceva uno dei più famosi prodotti di Danzica, il liquore chiamato Goldwasser ("Acqua d'oro di Danzica"), fatto a base di oli essenziali, erbe aromatiche e scaglie d'oro di circa 22 carati che galleggiavano nella bottiglia. La ricetta, assieme ad altre, nel 1945 venne esportata nella Germania occidentale, dove il liquore continuò a essere prodotto.
Durante la guerra polacco-svedese, il 28 novembre 1627 ebbe luogo leggermente a nord del porto di Danzica, nei pressi del villaggio di Oliva (Oliwa), una battaglia navale che si concluse con la sconfitta di un piccolo squadrone navale svedese ad opera della marina reale polacca.

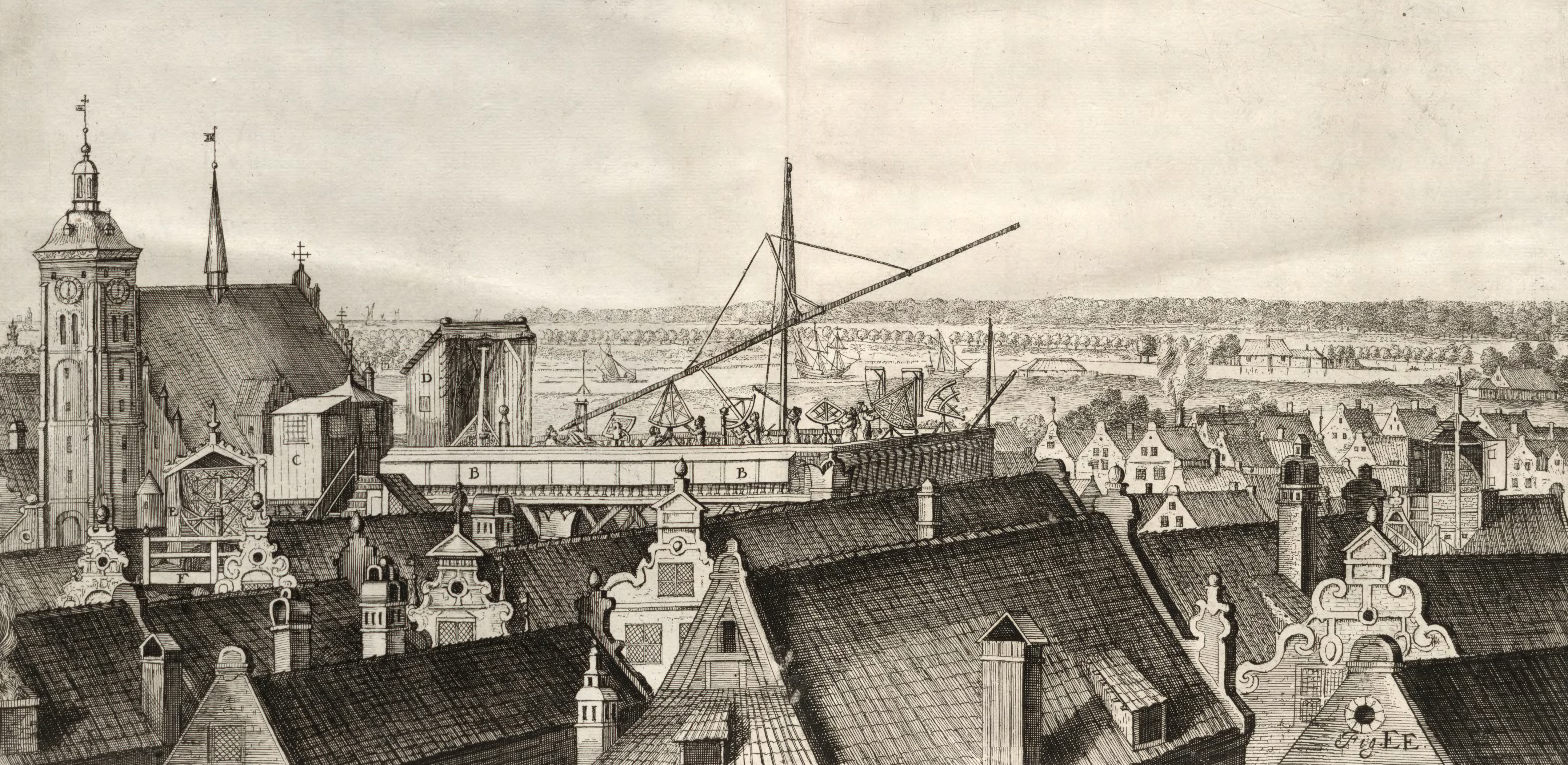
Osservatorio astronomico di Johannes Hevelius

Dal XIV, fino alla metà del XVII secolo, Danzica sperimentò una rapida crescita, divenendo la più grande città sulla costa del Mar Baltico nel XVI secolo, grazie ai suoi ampi commerci con i Paesi Bassi e la sua gestione della maggior parte del traffico marittimo polacco, trasportato a nord sulla Vistola. Essendo la più grande e una delle città più influenti della Polonia, ha goduto dei diritti di voto durante il periodo delle elezioni reali in Polonia (come una delle dieci più importanti città polacche, come Cracovia, Varsavia, Poznań, Toruń e Leopoli). A causa dello status speciale della città e del significato all'interno della Confederazione polacco-lituana, gli abitanti della città divennero largamente bi-culturali, condividendo la cultura polacca e tedesca, e furono fortemente legati alle tradizioni della Confederazione polacco-lituana. Nel 1611 nacque a Danzica l'astronomo polacco Johannes Hevelius. Intorno al 1640, Johannes Hevelius fondò il suo osservatorio astronomico a Danzica. Il re polacco Giovanni III Sobieski visitò Hevelius numerose volte.
La prospettiva della città venne comunque gravemente danneggiata dalla guerra dei trent'anni (1618–1648) e dalla seconda guerra del nord (1655–1660), soffrì inoltre di un'epidemia di peste bubbonica nel 1709.

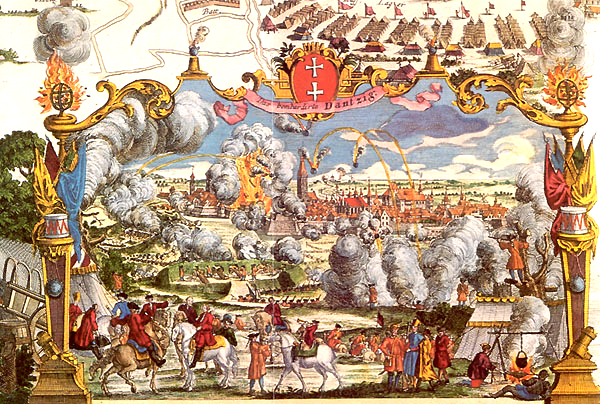
Assedio di Danzica (1734)

Nel 1654, Carlo X Gustavo di Svezia invase la Polonia, nel 1655 arrivò alle mura della città, ma si trattenne dall'assedio.
Una flotta navale olandese arrivò nel luglio del 1656, riaprendo così il commercio vitale con i Paesi Bassi.
Il 3 maggio 1660 venne firmato nei pressi di Danzica il Trattato di Oliva, con il quale Giovanni II Casimiro rinunciò alle sue pretese sulla corona svedese, che il suo padre Sigismondo II Vasa aveva ricevuto nel 1599. La Polonia cedette anche formalmente alla Svezia la Livonia svedese e la città di Riga, che era sotto controllo svedese dal 1620, ponendo così fine al diluvio svedese.
Danzica prese parte a tutte le conferenze della Lega Anseatica fino all'ultima che si tenne nel 1669. Per quell'epoca le Province Unite e altre potenze commerciali marittime avevano sorpassato i centri commerciali del Mar Baltico come Danzica.
Danzica era la città più grande della Polonia fino all'inizio del XVIII secolo, prima cioè della rapida crescita di Varsavia, la capitale della Polonia.
Durante la guerra di successione polacca, Danzica sostenne il candidato perdente al trono Stanislao Leszczyński. Dal 22 febbraio al 30 giugno 1734, la città subì un prolungato assedio da parte delle truppe imperiali russe, durante il quale venne pesantemente danneggiata. Dopo 135 giorni di assedio, la città si arrese senza condizioni al feldmaresciallo Münnich a capo dell'esercito imperiale.
Nel 1743 venne fondata da Daniel Gralath la Società di Ricerca di Danzica (Naturforschende Gesellschaft in Danzig).

## Nel Regno di Prussia (1793-1806)

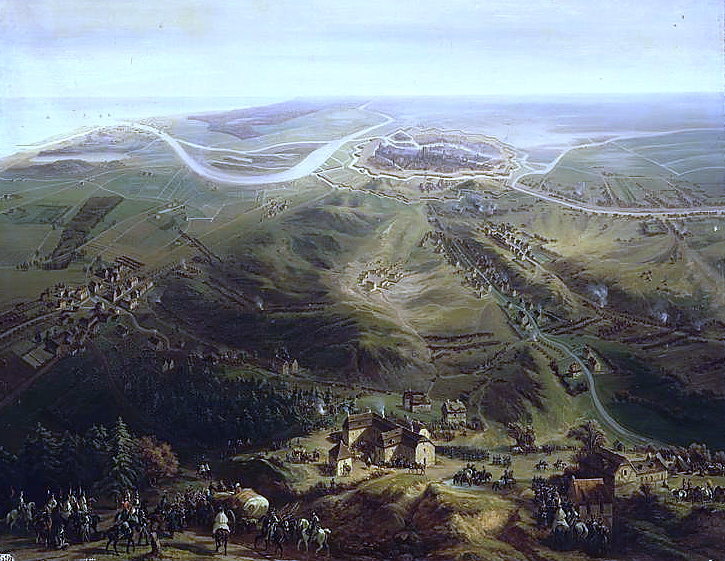
Assedio di Danzica (1807)

Durante la prima spartizione della Polonia (1772), gli abitanti di Danzica combatterono ferocemente per restare indipendenti, mentre la maggioranza della Pomerania Polacca ricadde sotto il Regno di Prussia. Danzica fu quindi circondata da territori prussiani fino al 1793, data in cui venne incorporata nel Regno, come parte della provincia della Prussia Occidentale.
Un tentativo di rivolta studentesca contro la Prussia guidato da Gottfried Benjamin Bartholdi fu presto annientato dalle autorità prussiane nel 1797.
Dopo le sconfitte inflitte all'esercito prussiano da parte di Napoleone, nelle battaglie di Jena e Auerstädt, la città si trovò minacciata dall'imminente avanzata francese. Il 19 marzo 1807, Danzica venne assediata dalla Grande Armata con al comando il maresciallo Lefebvre: la città venne posta in stato d'assedio con all'interno circa 11.000 uomini dell'esercito del regno di Prussia e dell'esercito imperiale russo giunto in ausilio, che costituirono la guarnigione della città. Dopo circa tre mesi di assedio, la città capitolò il 24 maggio 1807.

## Repubblica di Danzica (1807-1814)

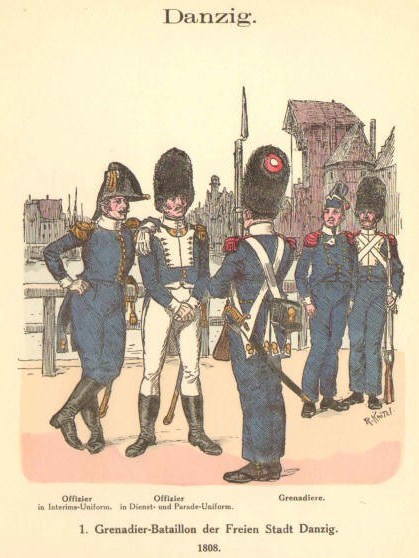
Granatieri della Repubblica di Danzica

Dopo la stipulazione della Pace di Tilsit, avvenuta il 9 luglio 1807, venne istituita la Repubblica di Danzica, comprendente la città insieme al suo circondario rurale alla foce della Vistola, oltre alla Penisola di Hel e alla metà meridionale del litorale. La Repubblica è stata proclamata ufficialmente il 21 luglio 1807, dopo che le truppe francesi avevano consegnato la città il 27 maggio. Il maresciallo François Joseph Lefebvre, comandante dell'assedio di Danzica, ricevette il titolo onorifico di "duca di Danzica" dalle mani di Napoleone Bonaparte, tuttavia il governatore della città è stato il generale francese Jean Rapp. I cittadini dovettero ospitare la Grande Armata e pagare ingenti tributi in preparazione dell'invasione francese della Russia nel 1812.
Dopo la ritirata di Napoleone da Mosca, le forze imperiali russe assediarono la città dalla fine di gennaio al 29 novembre 1813. Il generale Rapp firmò la capitolazione il 29 dicembre 1813, mentre la guarnigione, composta da 35.000 soldati francesi, si arrese il 2 gennaio 1814.
Ritornata al governo diretto della Prussia e divenuta capoluogo dell'omonimo distretto governativo (Regierungsbezirk Danzig), l'autonomia della città venne notevolmente ridotta.

## Nel Regno di Prussia (1815-1919)

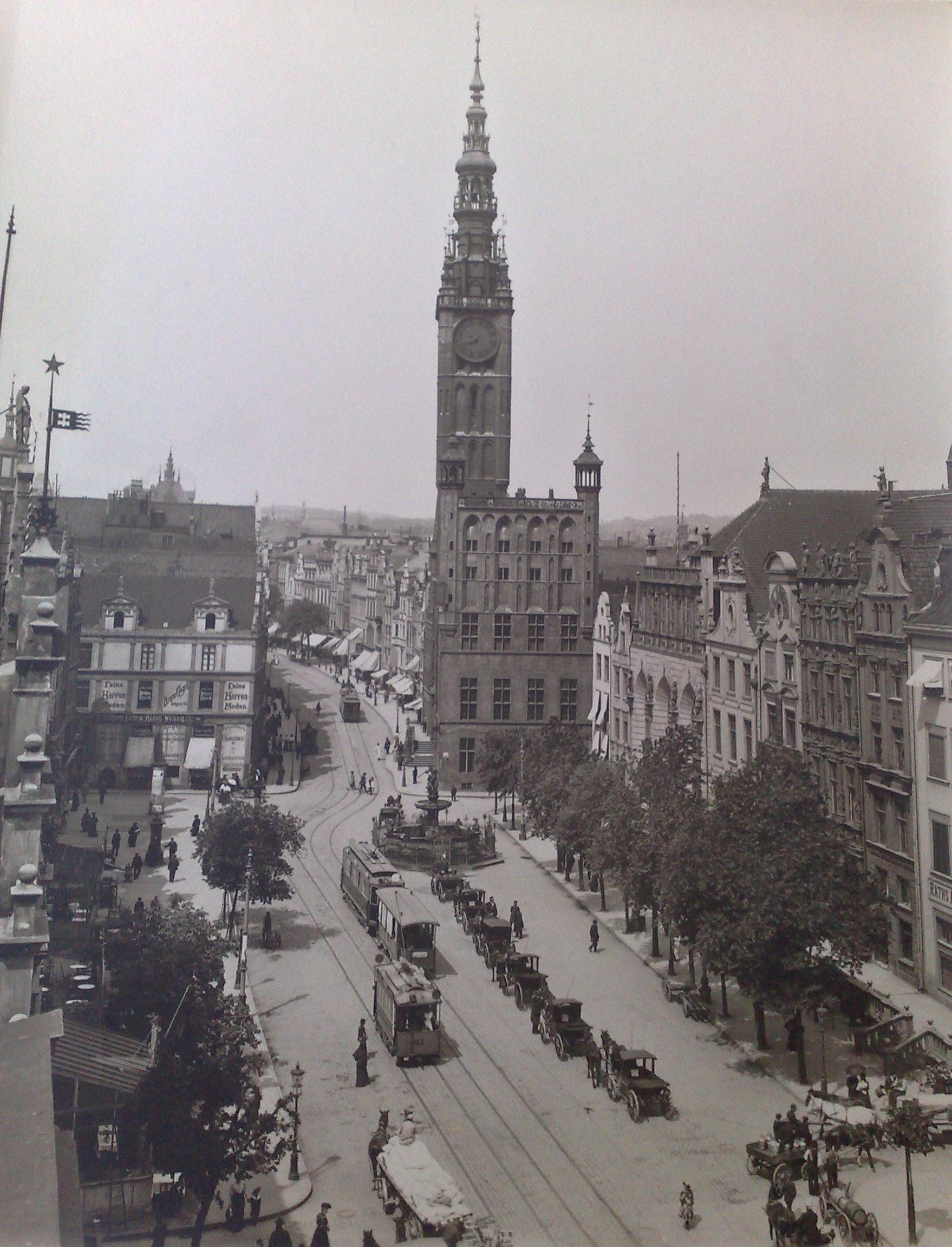
Mercato Lungo nel 1906

Dalla prima spartizione della Polonia, la città perse la sua funzione di porto principale per le esportazioni polacche attraverso il Mar Baltico e smise anche di essere il porto principale della regione, sperimentando un prolungato declino economico e demografico.
Dal 1850 la situazione iniziò gradualmente a migliorare, grazie ai fondi stanziati dal Regno di Prussia per lo sviluppo economico della città, così come per la costruzione di nuovi cantieri navali e fabbriche, ma soprattutto per il collegamento ferroviario con Berlino tramite la ferrovia orientale della Prussia.
Durante il mandato del sindaco Leopold von Winter (1863–1890), venne realizzata una moderna rete di approvvigionamento idrico e di drenaggio, fu istituita la prima linea dei tram trainati dai cavalli e pavimentata la maggior parte delle strade e dei marciapiedi. Inoltre Danzica divenne una delle più importanti città nel Regno di Prussia per l'addestramento militare e nella città vennero aperte numerose caserme dei vari reggimenti.
Dal 1824 fino al 1878, la Prussia Orientale e quella Occidentale vennero unite in una singola provincia del Regno Prussiano. Ma, anche se Danzica era parte del Regno di Prussia, non fu mai un membro della Confederazione Tedesca (Deutsche Bund) del 1815–1866. Dopo lo scioglimento della Confederazione, la città venne incorporata, assieme al resto della Prussia, nella Confederazione Tedesca del Nord nel 1867 e nell'appena costituito Impero tedesco nel 1871.
Danzica, tradizionalmente, è sempre stata una città di lingua e cultura tedesca. Nonostante ciò, soprattutto a seguito della rivoluzione industriale, nella città affluì un significativo numero di popolazione proveniente dalle campagne, portando a un incremento anche della presenza polacca. Nella città vennero aperte varie associazioni di cultura polacca, oltre alla stampa di giornali e la celebrazione di messe in polacco. 
Nel 1907 vennero organizzate proteste contro le politiche prussiane di germanizzazione, tra cui il divieto di uso della lingua polacca e l'espropriazione dei proprietari di casa polacchi.

## Città Libera di Danzica –Freie Stadt Danzig(1920-1939)

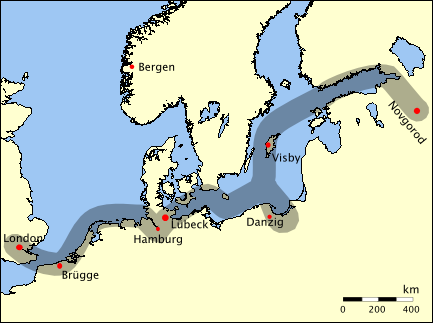
Rotta principale anseatica, che include il porto di Danzica

A seguito della sconfitta tedesca nella prima guerra mondiale, le potenze alleate, nel trattato di Versailles (1919) decisero di creare la Città Libera di Danzica (governata da un commissario nominato dalla Società delle Nazioni) che comprendeva la città stessa, il porto e un piccolo territorio circostante. Lo scopo di questa decisione era di permettere ai polacchi di poter usare ancora Danzica come loro porto principale e al tempo stesso di non subordinare la popolazione tedesca della città al governo diretto della Polonia. La Società delle Nazioni respinse la petizione dei cittadini per denominare ufficialmente la città come: Città Libera Anseatica di Danzica (Freie Hansastadt Danzig). Comunque la Società li riconobbe come cittadini di Danzica con una cittadinanza separata e quindi non più in possesso della cittadinanza tedesca.
L'obiettivo strategico della Polonia era di riconquistare l'accesso al mare aperto e le concessioni territoriali date alla Polonia dal trattato di Versailles erano una buona opportunità per ottenerlo. Il governo polacco, inoltre, sperava di riportare le relazioni con il suo porto principale allo stato precedente al 1772. Comunque, nel momento cruciale della Guerra Polacco-Sovietica, quando l'esercito sovietico si stava avvicinando a Varsavia, i lavoratori di Danzica entrarono in sciopero per bloccare la consegna delle munizioni all'esercito polacco. Questa mossa trascinò entrambe le parti nel conflitto che segnò la storia della Città Libera di Danzica.

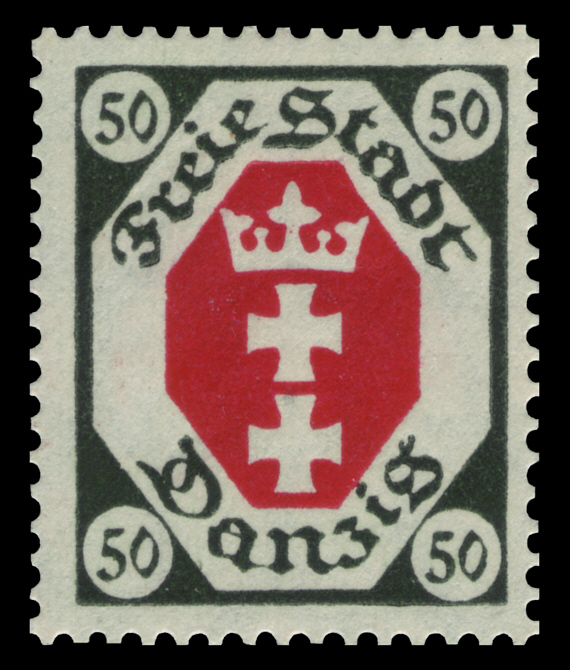
Francobollo della Città Libera di Danzica

Venne creata dalle potenze alleate una unione doganale con la Polonia, la quale concesse una parte del porto (Westerplatte) di Danzica alla Repubblica Polacca come deposito militare. La separazione del porto di Danzica, la delegazione del servizio postale alla Posta Polacca e l'imposizione del dazio doganale, in base al trattato, vennero giustificate come necessità della Polonia per la tutela e la preservazione dell'accesso diretto al Mar Baltico. La Polonia allora stazionò piccoli raggruppamenti di truppe nella penisola di Westerplatte. Con grande risentimento degli abitanti di Danzica i polacchi, usando considerevoli investimenti stranieri, iniziarono a costruire un grande porto militare a Gdynia (precedentemente Gdingen), a soli 25 km da Danzica. Contrariamente a Danzica, Gdynia era un possedimento diretto della Polonia e presto venne conosciuto come la "finestra polacca sull'esterno".

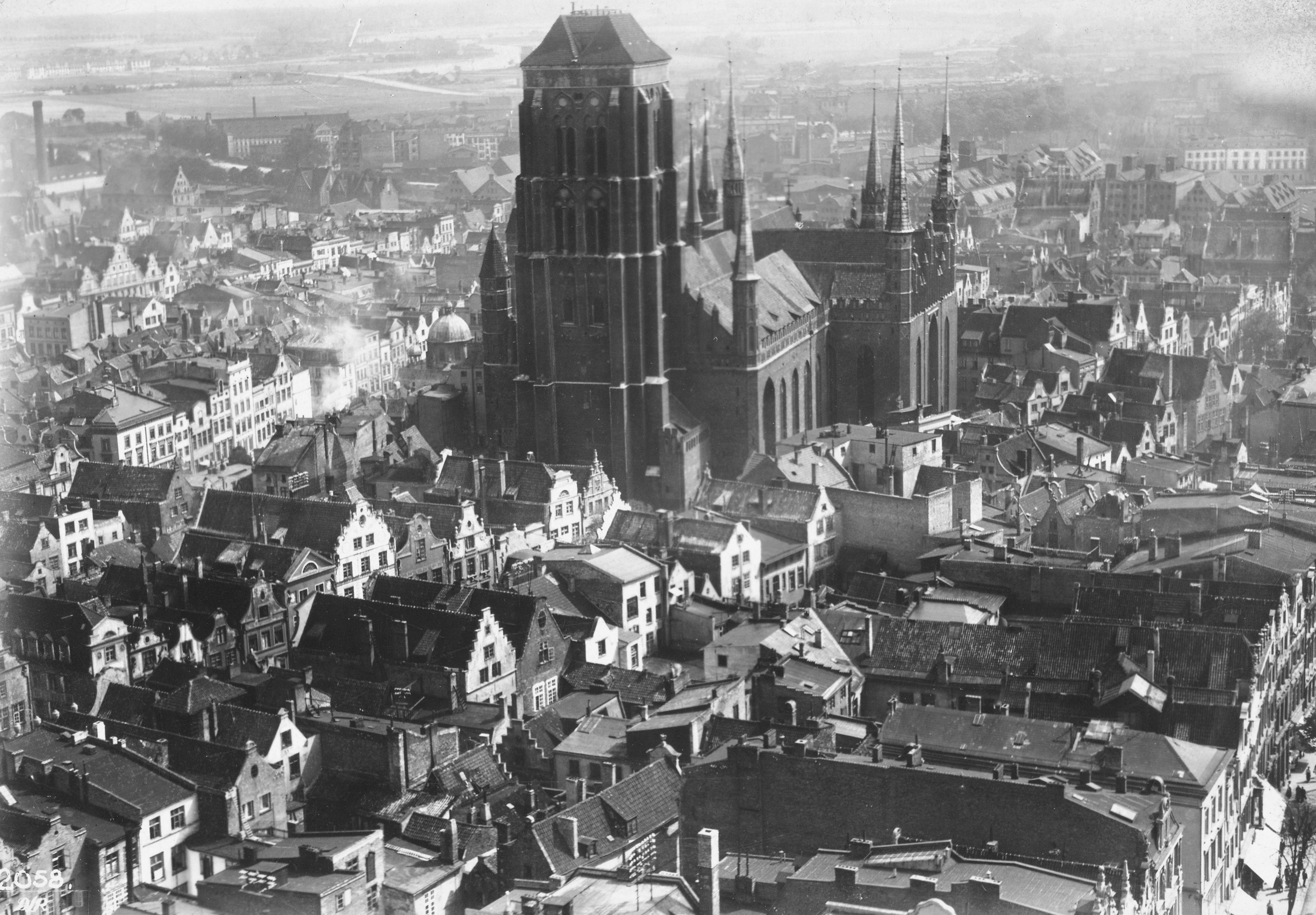
Foto aerea del centro storico intorno al 1920

Dopo la prima guerra mondiale si ebbe un massiccio afflusso di polacchi nell'area. Prima della guerra Gdingen era stato un piccolo villaggio di pescatori con circa 1.000 abitanti. Con l'acquisizione polacca Gdynia, vent'anni dopo, contava oltre 100.000 abitanti polacchi.
A causa della guerra doganale tra Polonia e Germania del 1925–1934, la Polonia era più focalizzata che mai sul commercio internazionale. Ad esempio, furono costruite nuove ferrovie per collegare la Slesia con la costa e nuove tariffe resero molto conveniente spedire le merci tramite i porti polacchi piuttosto che da quelli tedeschi.
Gdynia divenne il più grande porto del Mar Baltico, ma anche Danzica approfittò di questa prosperità. Cionondimeno, i polacchi utilizzarono frequentemente le sanzioni economiche durante il conflitto con le autorità della Libera Città e come risultato Danzica ne soffrì pesantemente.

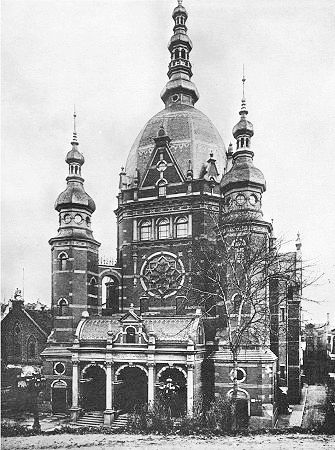
La sinagoga grande di Danzica, demolita nel 1939 dalla NSDAP

La forte economia della fine degli anni venti non fu sfruttata bene da Danzica, in quanto i leader cittadini erano più interessati a preparare la strada per la futura riunione con la Germania che non a migliorare le relazioni con la Polonia.
La Città Libera di Danzica emise propri francobolli e una propria valuta (il Gulden). Molti esempi di francobolli e monete, che recano la scritta Freie Stadt Danzig, sopravvivono nelle collezioni tutt'oggi. Il desiderio generale degli abitanti era di un'eventuale riunione alla Germania e le elezioni nella città generalmente diedero la vittoria agli elementi nazionalisti. Questo culminò nell'elezione di un governo del Partito Nazista nelle elezioni del maggio 1933, poco dopo l'ascesa al potere in Germania di Adolf Hitler.
L'incorporazione tedesca di Danzica fu una delle pretese territoriali nazionaliste che ogni governo della Repubblica di Weimar aveva messo in agenda. Il governo nazista, dopo aver preso il potere in Germania nel 1933, fece inscenare nel 1934 al governo di Danzica un incidente militare. Ma alla fine la Germania, che non aveva ancora iniziato a riarmarsi apertamente, decise di giungere al compromesso piuttosto che rischiare la guerra con l'allora molto più preparato esercito polacco.
Nel 1934 un accordo di non-aggressione Tedesco-Polacco venne firmato e al governo della Città Libera di Danzica venne ordinato di cessare di creare ulteriori problemi. Polonia e Danzica entrarono in un breve periodo di buona cooperazione economica e di prosperità. Si stava comunque costruendo una società totalitaria, che portò a restrizioni verso le minoranze presenti in città. In particolare ai polacchi e agli ebrei, che divennero principali obiettivi nei quotidiani atti di violenza e di persecuzione da parte dei nazisti.
Gran parte della comunità ebraica decise di andarsene dopo un pogrom avvenuto nel mese di ottobre del 1937, ma in particolare subito dopo la notte dei cristalli, non solo da Danzica ma dall'intera regione, in quanto si resero conto che si sarebbero ben presto trovati nelle mani dei nazisti. Nel marzo 1939 partì il primo e l'unico trasporto diretto verso la Palestina, la loro evacuazione fu conseguita con successo. Mentre i restanti membri, per lo più anziani che non scelsero la via di emigrazione, andarono inevitabilmente incontro alla deportazione verso i campi di sterminio.

## Seconda guerra mondiale (1939-1945)

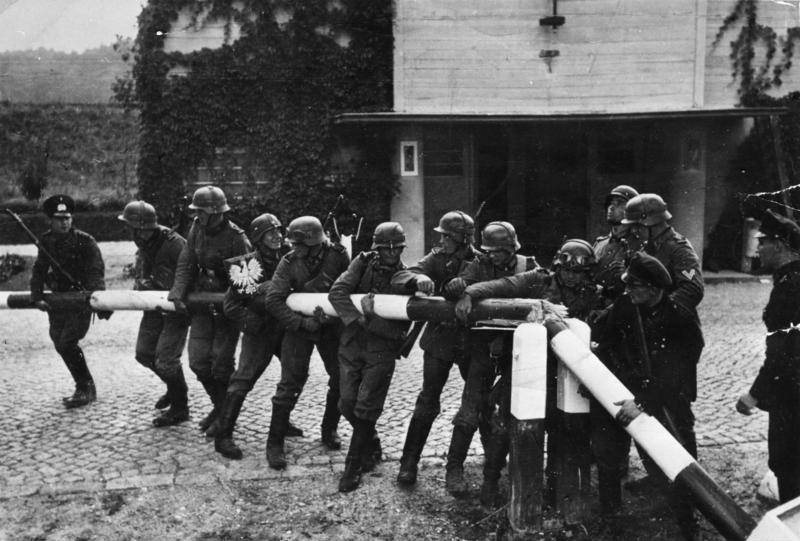
La rimozione della barriera di confine tra Polonia e la Città Libera di Danzica

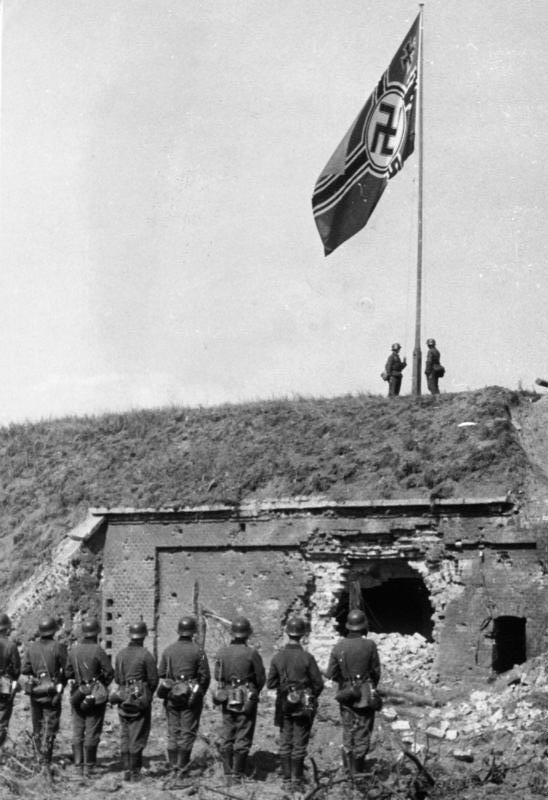
L'innalzamento della bandiera del Reich dopo la Battaglia della Westerplatte

A seguito dell'annessione dell'Austria e dei Sudeti, la Germania, nell'ottobre 1938, sollecitò la cessione della Città Libera di Danzica. Non sorprendentemente, la Polonia rifiutò di cedere alla minaccia e fu appoggiata nella sua presa di posizione dai governi di Francia e Regno Unito.
Il 1º settembre 1939, le truppe tedesche invasero la Polonia, dando l'inizio alla seconda guerra mondiale. Proprio nel porto della città: alle ore 4.45 del 1º settembre 1939, la vecchia corazzata Schleswig-Holstein in "visita di cortesia" nella Città Libera di Danzica, iniziò a cannoneggiare le postazioni polacche situate sulla penisola di Westerplatte, sparando quelli che sono considerati i primi colpi della seconda guerra mondiale.
La penisola fortificata di Westerplatte avrebbe dovuto resistere solo 12 ore in attesa dei rinforzi polacchi. I rinforzi non giunsero mai, ma l'esercito polacco riuscì a contrastare per ben una settimana, grazie ai mortai e alle mitragliatrici, l'avanzata dei reparti della Wehrmacht e della Kriegsmarine. Nonostante l'impossibilità di ricevere i rinforzi, le forze polacche resistettero fino al 7 settembre con un bilancio nella Battaglia della Westerplatte di 15 morti polacchi a fronte di circa 400 morti tedeschi. Dopo la resa, in segno di rispetto, fu consentito agli ufficiali polacchi di tenere le proprie sciabole.

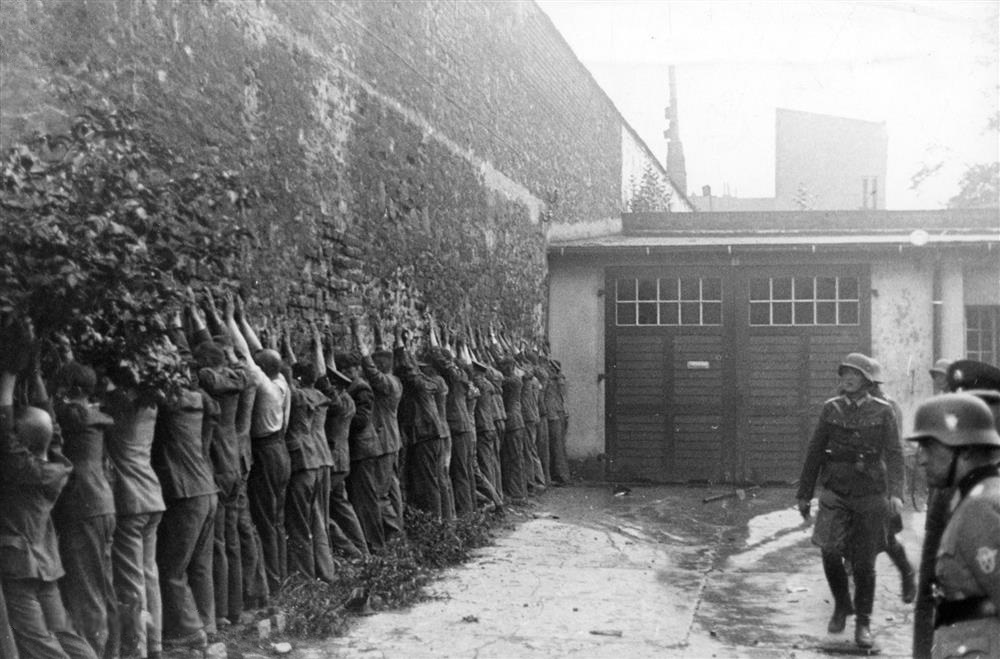
Impiegati dell'ufficio postale polacco prima dell'esecuzione

Contemporaneamente ai fatti svoltisi a Westerplatte, le forze paramilitari delle SS attaccarono l'ufficio postale polacco a Danzica. Gli impiegati della Posta Polacca barricati all'interno dell'edificio e armati di sole pistole, riuscirono a respingere il primo attacco. Con il secondo attacco le SS, munite di autoblindo, sfondarono un muro nell'edificio, ma vennero bloccati dal comandante polacco, Konrad Guderski, morto durante l'esplosione della sua stessa granata che fermò i tedeschi nell'avanzata. Dopo un cessate il fuoco, i tedeschi fecero filtrare della benzina nell'edificio dandole fuoco e costringendo i polacchi alla resa. Le prime due persone a lasciare l'edificio con una bandiera bianca vennero immediatamente uccise, i restanti 38 impiegati furono successivamente fucilati.
Il 2 settembre la Germania si annetté la Città Libera di Danzica, sebbene solo il 17 settembre l'occupazione divenisse completa. Il 19 settembre 1939, la città ricevette la visita ufficiale di Adolf Hitler. Nell'ottobre 1939, Danzica, insieme al resto della Pomerania polacca, divenne il Reichsgau (distretto amministrativo) di Danzica-Prussia Occidentale (Danzig-Westpreussen).
I polacchi, così come i tedeschi dissidenti, vennero inviati nei campi di concentramento, principalmente nella vicina Stutthof, dove perirono 85.000 dei locali. Una cifra stimata in 60.000 membri dell'intellighenzia casciuba e polacca, vennero uccisi in massa a Piaśnica.

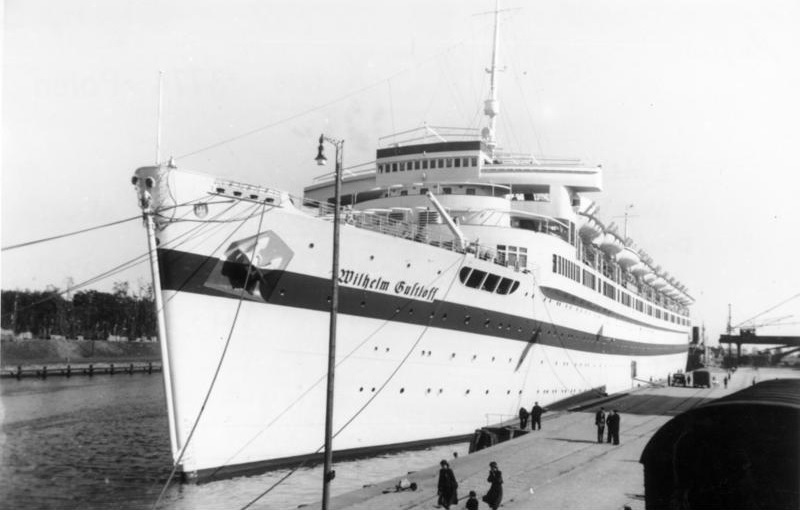
La Wilhelm Gustloff nel porto di Danzica

All'inizio del 1945 la Germania iniziò ad evacuare i civili da Danzica. Gran parte della popolazione tedesca lasciò la città, molti con un'evacuazione via mare verso lo Schleswig-Holstein. Questa avvenne durante l'inverno, sotto pesanti bombardamenti alleati e con il costante pericolo dei sottomarini sovietici.
Il 30 gennaio 1945, la nave passeggeri Wilhelm Gustloff, salpò dal porto di Gdynia con a bordo circa 10.500 persone (secondo i dati ufficiali, 173 membri dell'equipaggio, 918 marinai, 162 feriti, 4.424 profughi e 373 donne di supporto alla Kriegsmarine, in aggiunta vi erano migliaia di rifugiati civili a prora). Alle ore 21:10 la nave fu colpita da tre siluri dal sottomarino sovietico S-13 e dopo circa 50 minuti affondò a 20 miglia dalle coste della Pomerania. Le vittime erano in maggioranza donne e bambini. Una simile sorte toccò anche alle navi MV Goya e SS General von Steuben, nelle quali morirono rispettivamente 6.800 e 4.900 persone.
Durante la guerra la città non subi grossi danni, alcune incursioni aeree alleate non portarono a grosse perdite. Il 30 marzo 1945, Danzica venne "liberata" dall'Armata Rossa e dall'esercito popolare polacco. Già durante il bombardamento della città molti importanti monumenti erano stati danneggiati o distrutti, e i combattimenti di strada portarono alla distruzione di molti altri edifici.
Dopo la cessazione della resistenza tedesca, i soldati sovietici ebbero mano libera in città. Danzica venne saccheggiata e i restanti edifici dati a fuoco. Alla fine dell'aprile del 1945, la città era avvolta da numerosi incendi appiccati volutamente dai soldati sovietici, i quali arrecarono il maggior danno al patrimonio architettonico della città.

## Dopoguerra

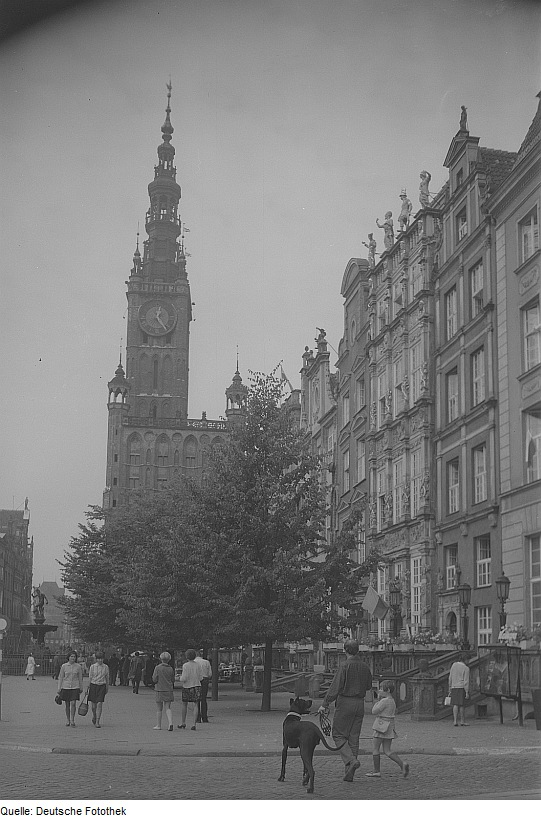
Il municipio nel 1967

Ancor prima della fine della seconda guerra mondiale, la Conferenza di Jalta aveva deciso di porre Danzig, che ora si sarebbe chiamata Gdańsk, sotto un'amministrazione polacca de facto e questa decisione venne confermata dalla Conferenza di Potsdam. Un trattato tra la Polonia e la Repubblica Democratica Tedesca, nel 1950, cedeva Danzica e altre zone alla Polonia. Comunque, a causa dell'assenza di un trattato formale di pace e alla potente influenza dei rifugiati orientali nella Germania Ovest, la Repubblica Federale Tedesca non riconobbe i nuovi confini fino all'introduzione della Ostpolitik da parte del cancelliere Willy Brandt, nel 1970. I confini vennero riaffermati tra la Polonia e la Germania unita, con il trattato sul confine tedesco-polacco nel 1990.
Dopo la fine della guerra, quasi tutti i cittadini tedeschi che tornarono in città o vi erano rimasti, vennero riconosciuti come nemici della Polonia.
Gran parte di essi dovette affrontare un comitato speciale di verifica, che giudicava il loro comportamento durante la guerra. Molti fallirono, anche se le loro radici familiari a Danzig/Gdańsk risalivano a molti secoli prima, o erano di discendenza casciuba, perché avevano dimostrato il loro appoggio alla Germania nazista durante la seconda guerra mondiale o iscrivendosi alla Volksliste. I comitati sono stati spesso criticati, in quanto vennero formati da un governo comunista e i loro membri non erano sempre competenti o esprimevano sentimenti antitedeschi.
In seguito, le richieste di cittadinanza vennero sottoposte a un processo giudiziario. Ciononostante, se a qualcuno veniva concessa la cittadinanza polacca, questi non era in grado di emigrare in Germania di sua spontanea volontà.
Dopo il 1948, Stalin fece in modo che il governo polacco chiudesse i confini per coloro che volevano riunirsi alle loro famiglie in Germania. Nell'intero processo, la maggior parte degli ex-cittadini tedeschi di Danzica emigrarono nella Repubblica Federale Tedesca (stabilendosi principalmente nella città di Lubecca).
In tal modo la popolazione pre-bellica di Danzica divenne ben presto una minoranza all'interno della città.
Nuovi residenti polacchi vennero insediati a Danzica da altre parti della Polonia e dalle zone di lingua polacca a est della Linea Curzon, che vennero annesse all'Unione Sovietica dopo la seconda guerra mondiale. Anche molti casciubi della zona si trasferirono in città. La città venne quindi trasformata da una in cui il tedesco era la lingua principale – quella ritratta ad esempio, da Günter Grass, nativo di Danzica, nei romanzi Il tamburo di latta, Gatto e topo e Anni di cani – in una in cui la maggioranza delle persone parlava polacco.
Nel dopoguerra, iniziò il processo di ricostruzione e ripristino di gran parte dell'architettura distrutta nell'antico centro della città, circa il 90% degli edifici. Anche tutti i nomi tedeschi di strade, edifici e cantieri navali vennero convertiti in nomi polacchi, come Długi Targ per Langemarkt (Mercato Lungo), la principale arteria pedonale della città. Mentre i quartieri sono stati rinominati, talvolta con nomi polacchi di origine medievale (Langfuhr - Wrzeszcz), altre volte con la semplice traduzione dei termini tedeschi (Neu Schottland - Nowy Szkoty, Neufahrwasser - Nowy Port). In alcuni casi, sono stati utilizzati anche i nomi dei luoghi originari dei nuovi abitanti.

## Solidarność

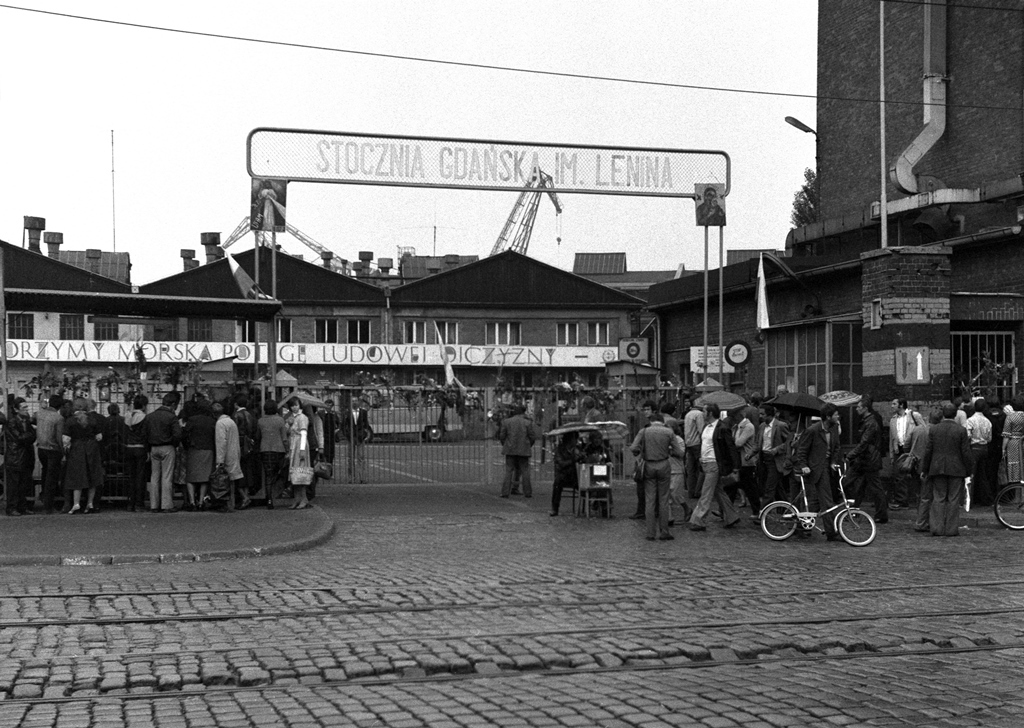
Sciopero al cantiere navale "Lenin" nell'agosto del 1980

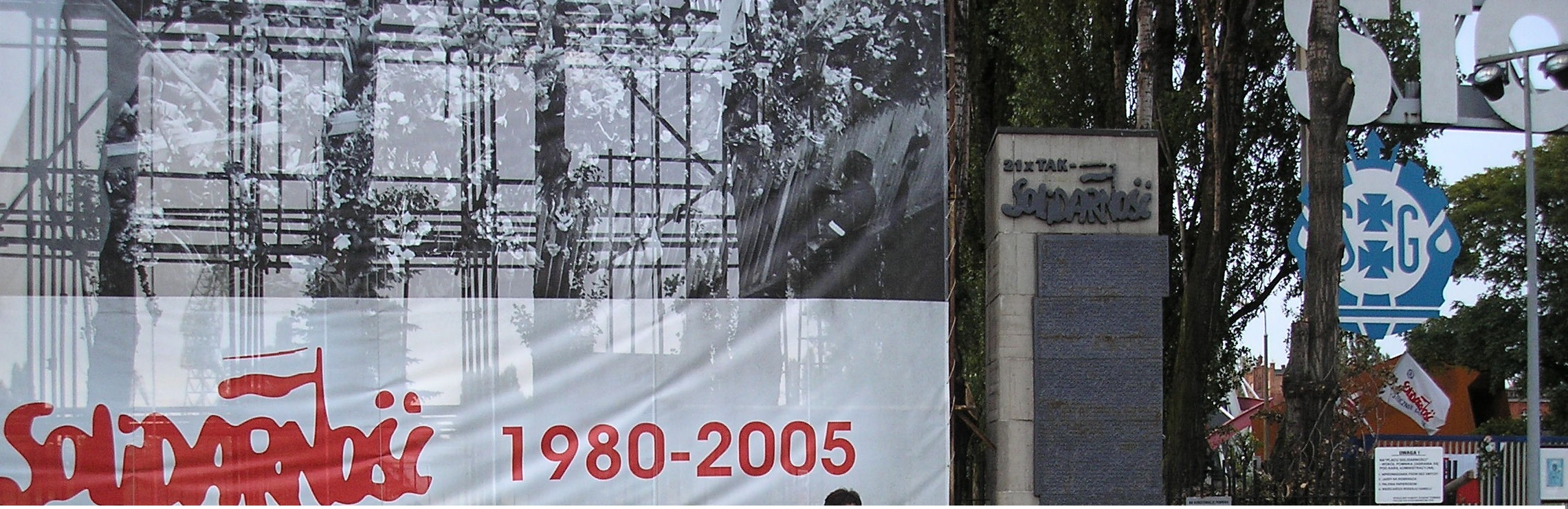
Venticinquesimo anniversario della fondazione di Solidarność

Nel dicembre del 1970, un disagio si manifestò chiaramente a Danzica, quando gli operai dei cantieri navali di Danzica scesero in strada per protestare contro la politica di austerità e di aumento dei prezzi decisa da Władysław Gomułka. Diedero vita ad una vera e propria insurrezione, che portò all'incendio della sede generale del Partito operaio polacco a Danzica. A seguito dei disordini, la polizia e l'esercito risposero con la forza contro i manifestanti, negli scontri persero la vita decine di manifestanti oltre ai numerosissimi feriti. La crisi venne risolta con la concessione di aumenti salariali e con l'allontanamento di Gomułka, sostituito dal più giovane Edward Gierek. Ma il cambio al vertice rappresentò solo una soluzione temporanea ai problemi economici e politici del paese, che si sarebbero ripresentati dieci anni più tardi.
Nell'agosto 1980 dopo numerosi scioperi e manifestazioni, venne fondato nel cantiere navale "Lenin" di Danzica, il primo sindacato libero ed indipendente del blocco sovietico, Solidarność (solidarietà). La forte opposizione del movimento sindacale al governo pose fine al regime comunista nel 1989 e portò all'elezione a Presidente della Polonia il suo leader Lech Wałęsa.